# End Game (bài hát)
"End Game" là một bài hát của nữ ca sĩ kiêm sáng tác nhạc Taylor Swift, hợp tác với nam ca sĩ người Anh Ed Sheeran và nam rapper người Mỹ Future, nằm trong album phòng thu thứ sáu của cô, Reputation (2017). Bài hát, được sáng tác bới bộ ba các nghệ sĩ trên cùng với hai nhà sản xuất thu âm Max Martin và Shellback, được phát hành lần đầu tiên tại đài phát thanh nhạc pop đương đại tại Pháp với vai trò là đĩa đơn thứ ba từ album vào ngày 14 tháng 11 năm 2017.

## Video âm nhạc
Đầu tháng 12, Sheeran xác nhận rằng video âm nhạc của bài hát sẽ được phát hành.
Vào ngày 10 tháng 1 năm 2018, Swift tiết lộ thông qua ứng dụng mạng xã hội "The Swift Life" rằng video âm nhạc của bài hát sẽ được ra mắt vào ngày 12 tháng 1 và một đoạn giới thiệu (teaser) của video sẽ được phát trên chương trình Good Morning America. Cô cũng đã đăng tải một số hình ảnh lấy từ video lên mạng. Ngày hôm sau, Swift đăng tải lên mạng đoạn giới thiệu của video trên mạng xã hội.
Ngày 12 tháng 1 năm 2018, video xuất hiện lần đầu tiên trên kênh Vevo chính thức của Swift. Nó là video âm nhạc thứ bảy của Swift do Joseph Kahn đạo diễn. Video cho ta thấy cảnh Swift tiệc tùng ở nhiều địa điểm - cùng với Future trên một chiếc du thuyền tại Miami, Florida, cùng với Sheeran tại một hộp đêm ở Tokyo, Nhật Bản, và cùng nhiều người bạn trong một chiếc xe buýt hai tầng ở Luân Đôn, Anh. Trong cảnh quay ở Miami, ta có thể nhận thấy được Future đang lái một chiếc Lamborghini Aventador trị giá hơn 500.000 đô-la Mỹ (khoảng 11 tỷ đồng). Trong một trong những cảnh quay ở Luân Đôn, ta có thể thấy rằng Swift đang ngồi ở một quán bar và chơi trò chơi Snake (tức Rắn) trên một chiếc máy chơi game cầm tay, cưỡi một chiếc xe mô-tô qua Tokyo trong khi đang mặc một bộ đồ da rắn và nhấm nháp đồ uống bằng một chiếc ống hút hình rắn, tất cả đều liên quan đến danh tiếng "nữ hoàng rắn" của cô. Video đạt được 14,4 triệu lượt xem trong vòng 24 giờ sau khi được đăng tải lên YouTube. Tính đến tháng 3 năm 2018, video đã có hơn 150 triệu lượt xem.

### Tóm tắt

Swift và Sheeran trong một cảnh quay của video âm nhạc của "End Game", cho thấy cảnh hai người đang ngồi trong hộp đêm và cười đùa với nhau.

Video bắt đầu với tốc độ hơi chậm với cảnh quay Swift đang nhìn ra ngoài cửa sổ của một toà nhà cao tầng, nhưng sau đó thì tốc độ của video nhanh dần lên cùng với nhịp điệu của bài hát. Trong suốt video, Swift đã du lịch đến nhiều thành phố khác nhau. Bắt đầu ở Miami, rồi đến Tokyo và dừng lại ở Luân Đôn. Tại các thành phố, tất cả các ngôi sao âm nhạc (của bài hát) đều ra ngoài, và cô đã bắt đầu tiệc tùng trong đêm. Trong mỗi cảnh đều có ánh sáng mờ ảo, tạo cho video một cảm giác bí ẩn lạ kỳ,
Khi cô đi từ thành phố này đến thành phố khác, cô cũng thay đổi người bạn đồng hành từ ở bên cạnh Future chuyển sang đi chơi với Ed Sheeran. Swift diện một bộ độ đen từ đầu đến chân khi cô ở cùng Future, và khi cô bên cạnh Ed Sheeran, cô mặc một bộ trang phục sáng sủa hơn—một chiếc áo vải flannel và quần đùi.
Sheeran và Swift tỏ vẻ vui đùa với nhau trong video, thể hiện qua việc Swift ăn cướp kính của Sheeran và cả hai người đã nhảy múa cùng nhau. Hai người này có vẻ như đang tán tỉnh lẫn nhau như trong video cho thấy.
Cô bắt đầu video với một mái tóc xoã xuống, diện lên người một cái áo crop top (áo nửa người của nữ) lên người và một cái quần dài. Trong khi ở Tokyo, cô mặc một chiếc áo khoác lông thú màu đen âm u trong một cảnh quay, nhưng trong cảnh tiếp theo thì lại mặc một chiếc áo sơ mi vải flannel với quần đùi. Ở Luân Đôn, cô diện lên người một chiếc váy kẻ sọc đầy màu sắc rất táo bạo và đáng nhớ. Sự xuất hiện của chiếc váy kẻ sọc này là hoàn toàn bất ngờ, kể từ khi cô chỉ lựa chọn mặc những bộ quần áo màu đen và nhìn có vẻ hơi hướng về quá khứ.

## Biểu diễn trực tiếp
Swift và Sheeran biểu diễn "End Game" lần đầu tiên tại buổi hoà nhạc iHeartRadio Jingle Ball vào ngày 2 tháng 12 năm 2017.

## Xếp hạng
| Bảng xếp hạng (2017–18)                   | Vị trí cao nhất |
| ----------------------------------------- | --------------- |
| Úc (ARIA)                                 | 36              |
| Bỉ (Ultratip Flanders)                    | 8               |
| Bỉ (Ultratip Wallonia)                    | 19              |
| Canada (Canadian Hot 100)                 | 11              |
| Canada CHR/Top 40 (Billboard)             | 17              |
| Canada Hot AC (Billboard)                 | 30              |
| Colombia (National Report)                | 84              |
| Costa Rica (Monitor Latino)               | 6               |
| Cộng hòa Séc (Singles Digitál Top 100)    | 63              |
| Dominican Republic (Monitor Latino Anglo) | 9               |
| El Salvador (Monitor Latino)              | 14              |
| Pháp (SNEP)                               | 130             |
| Ireland (IRMA)                            | 68              |
| Israel (Media Forest TV Airplay)          | 2               |
| New Zealand Heatseekers (RMNZ)            | 2               |
| Philippines (Philippine Hot 100)          | 84              |
| Ba Lan (Polish Airplay Top 100)           | 52              |
| Bồ Đào Nha (AFP)                          | 81              |
| Scotland (OCC)                            | 54              |
| Slovakia (Singles Digitál Top 100)        | 64              |
| Anh Quốc (OCC)                            | 49              |
| Hoa Kỳ Billboard Hot 100                  | 18              |
| Hoa Kỳ Adult Pop Airplay (Billboard)      | 13              |
| Hoa Kỳ Dance/Mix Show Airplay (Billboard) | 18              |
| Hoa Kỳ Pop Airplay (Billboard)            | 10              |
| Hoa Kỳ Rhythmic (Billboard)               | 25              |

## Chứng nhận
| Quốc gia                                                                                              | Chứng nhận | Số đơn vị/doanh số chứng nhận |
| --- | ---------- | ----------------------------- |
| Úc (ARIA)                                                                                             | Vàng       | 35.000‡                       |
| Brasil (Pro-Música Brasil)                                                                            | Vàng       | 20,000‡                       |
| Canada (Music Canada)                                                                                 | Vàng       | 0‡                            |
| Hoa Kỳ (RIAA)                                                                                         | Vàng       | 500.000‡                      |
| ^ Chứng nhận dựa theo doanh số nhập hàng. ‡ Chứng nhận dựa theo doanh số tiêu thụ và phát trực tuyến. |            |                               |

## Lịch sử phát hành
| Khu vực       | Ngày                 | Định dạng                    | Hãng đĩa    | T.k.         |
| ------------- | -------------------- | ---------------------------- | ----------- | ------------ |
| Pháp          | 14 tháng 11 năm 2017 | Đài phát thanh hit đương đại | Big Machine | [ 2 ] [ 36 ] |
| Hoa Kỳ        | 3 tháng 12 năm 2017  | Đài phát thanh hit đương đại | Big Machine | [ 37 ]       |
| Liên hiệp Anh | 26 tháng 1 năm 2018  | Đài phát thanh hit đương đại | Big Machine | [ 38 ]       |